# کتیا سوانیر
کتیا سوانیر (انگلیسی: Ketia Swanier؛ زادهٔ ۱۰ اوت ۱۹۸۶) بازیکن بسکتبال اهل ایالات متحده آمریکا است.
از باشگاه‌هایی که در آن بازی کرده‌است می‌توان به فینکس مرکوری و آتلانتا دریم اشاره کرد.